# Битва під Бородянкою
Битва під Бородянкою  відбулася 11–13 червня 1920 р. під час Київського наступу польської армії в польсько-радянській війні. Польська піхотна дивізія 1-го легіону під командуванням Едварда Ридз-Смігли зіткнулася з 25-ю стрілецькою дивізією Червоної армії, яку підтримала башкирська кавалерія. Радянськими військами командував Олександр Єгоров. Битва проходила вздовж річки Здвиж, приблизно в 50 кілометрах на захід від Києва.

## Передумови
10 червня 1920 р. Третя армія Польщі, евакуюючись з Києва по залізниці до Коростеня, під Голіковим зустріла радянські війська. Після короткої сутички поляки зуміли відкрити маршрут біля Бородянки.Генерал Олександр Єгоров, який командував Південно-Західним фронтом, вирішив оточити і знищити польські війська біля річки Здвиж.Щоб досягти цього, він сконцентрував 25-у стрілецьку дивізію і башкирську кавалерійську бригаду, і обидва підрозділи зайняли свої позиції біля Бородянки. Радянські війська загалом налічували 3500 солдатів.
Тим часом Едвард Ридз-Смігли та його солдати пройшли по залізничній колії до Коростеня. Польські солдати охороняли близько 30 поїздів з цивільними особами, обладнанням та продуктами харчування, евакуйовані з Києва. Польська колона довжиною близько 30 кілометрів.

## Бойові дії
11 червня перші польські батальйони досягли Бородянки. Вони відразу ж були залучені в бій з Червоною Армією, які охороняли переправи через річки. Поляки намагалися захопити залізничний міст, але були відбиті радянським кулеметним вогнем.
Після короткої перерви полковник Стефан Даб-Бернацький, який командував 1-ю піхотною бригадою легіонів, вирішив здійснити два одночасні напади на Нову Греблю і міст. Крім того, він послав майора Болеслава Поповича з трьома компаніями, щоб напасти на радянські війська з півдня. Незабаром після цього, дві польських компаній захопили міст, і радянські війська покинули залізничну станцію.
Перший етап битви закінчився перемогою Польщі, але радянські війська захопили місцеві пагорби, і маршрут відступу був ще закритий. Роду Єгорова посилали на підкріплення, а полковник Даб-Бернацький, повністю усвідомлюючи тяжкість ситуації, наказав напасти 12 червня, рано вранці. Польські солдати провели безсонну ніч, чекаючи сигналу до атаки. Вранці, після гарячої їжі, розділеної на дві групи, вони напали на Поради. Противник, очікуючи польський хід, був готовий і зустрів поляк з кулеметним вогнем. Даб-Бернацький вирішив відправити всі свої підрозділи в криваву битву. Радянські солдати 25-ї стрілецької дивізії не здавалися і вистояли, і обидві сторони в деяких випадках використовували багнети. Жодна зі сторін не брала в'язнів, і через одну годину радянські війська почали повільно відступати.
Удень полковник Йозеф Рибак прибув на поле бою. До 18.00 польські інженери відремонтували залізничний міст і колона евакуаційних поїздів на чолі з бронепоїздом Понятовським відправилася до Польщі. Розрив в радянському оточенні був відкритий, але бій ще не закінчився. Противник зосередив свої сили в місцевих селах, і напав вранці наступного дня. Після артилерійського шквалу радянська кавалерія 2-го Кубансько-донського полку вступила в бій, розкидавши польські війська. Завдяки швидкій швидкій реакції Даб-Бернацького, який влаштував контратаку, радянські війська були відбиті, і поляки, нарешті, змогли продовжити відступ.
Битва під Бородянкою вшановується на могилі Невідомого солдата у Варшаві з написом  "BORODYANKA 11 – 13 VI 1920".